# Ascalapha
Ascalapha é um gênero de mariposa pertencente à família Arctiidae.
Possui uma só espécie, a Ascalapha odorata (Linnaeus, 1758), popularmente chamada de "bruxa".

## Distribuição
Encontra-se distribuída em todas as zonas tropicais do mundo.